# Cree

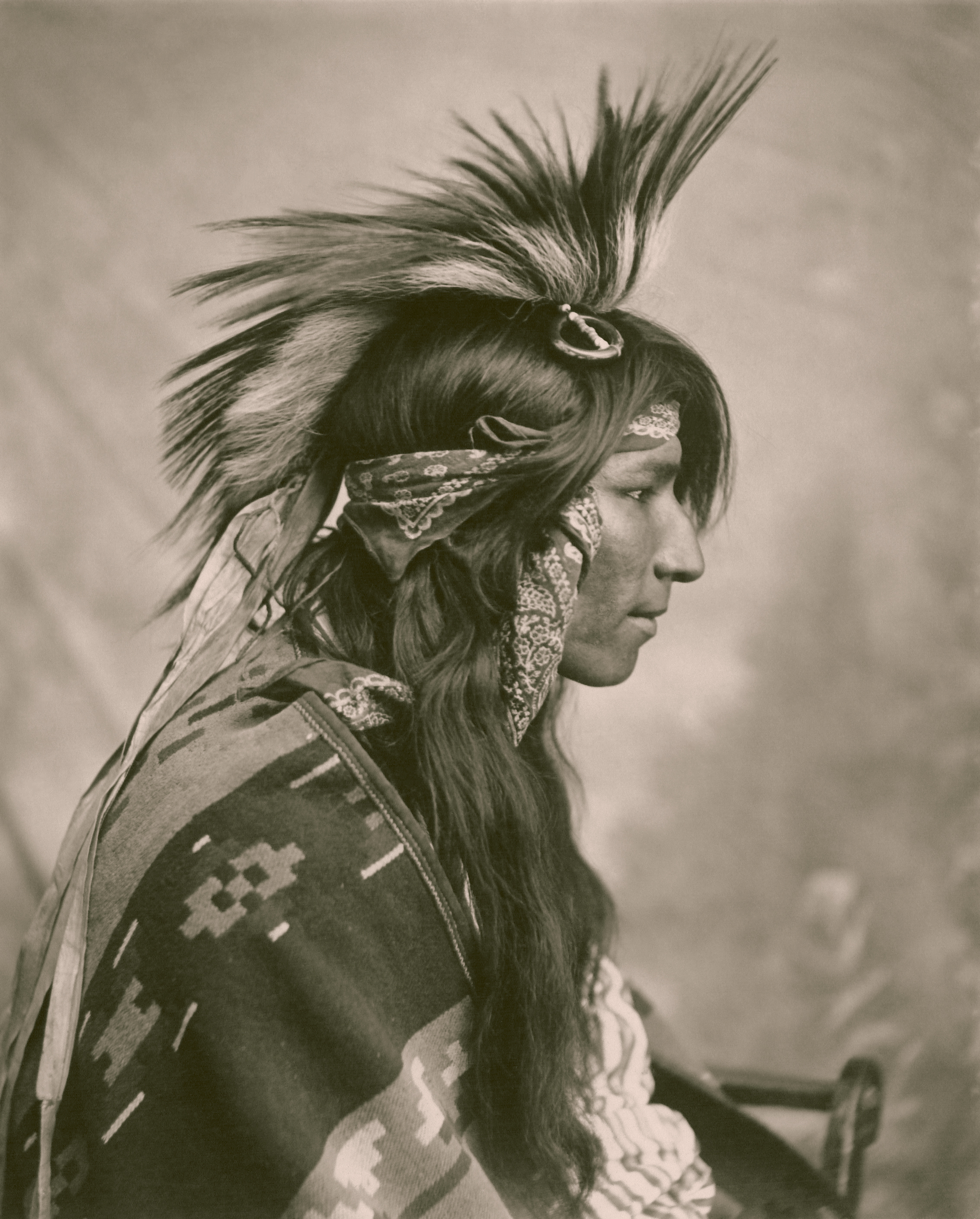
Cree. Fotografie din 1903

Cree (Cree: Néhiyaw, etc .; franceză Cri) sunt un popor indigen nord-american. Locuiesc în principal în Canada, unde formează una dintre cele mai mari Prime Națiuni.
În Canada peste 350.000 de persoane sunt cree sau au strămoși cree. Cea mai mare proporție a cree din Canada trăiește la nord și la vest de Lacul Superior, în Ontario, Manitoba, Saskatchewan, Alberta și Teritoriile de Nord-Vest. Aproximativ 27.000 locuiesc în Quebec.
În Statele Unite cree trăiau istoricește la vest de Lacul Superior. Astăzi locuiesc mai ales în Montana, unde împart rezervația indiană Rocky Boy cu Ojibwe (Chippewa).
Migrațiile lor spre vest erau legate de rolul lor de comercianți și vânători în cadrul comerțului cu blănuri din America de Nord.
Cree se împart în general în opt grupuri pe bază de dialect și regiune. Aceste împărțiri nu reprezintă neapărat subdiviziuni etnice în cadrul unui grup etnic mai mare:
- Naskapi și montagnais (cunoscuți împreună cu numele de Innu) sunt locuitori ai zonei pe care o numesc Nitassinan. Teritoriile lor cuprind cea mai mare parte din estul Quebecului și Labradorului. Culturile lor sunt diferențiate, deoarece unii dintre naskapi mai practică încă vânătoarea de caribu și sunt mai nomadici decât majoritatea montagnais. Montagnais au mai multe așezări. Populația totală a celor două grupuri în 2003 era de aproximativ 18.000 de oameni, dintre care 15.000 locuiau în Quebec. Dialectele și limbile lor sunt cele mai distincte de idiomurile vorbite de la vest de Lacul Superior.
- Atikamekw sunt locuitori ai zonei pe care o numesc Nitaskinan (Țara noastră), în valea superioară a râului St. Maurice din Quebec (aproximativ 300 km nord de Montreal). Populația lor numără în jur de 8.000.
- East Cree - Grand Council of the Crees; aproximativ 18.000 Cree (Iyyu în dialectul costier/Iynu în dialectul din interior) din regiunile Eeyou Istchee și Nunavik din nordul Quebecului.[6]
- Moose Cree - Moose Factory[7] din Cochrane District, Ontario; acest grup locuiește pe insula Moose Factory, lângă gura Moose River, la capătul sudic al James Bay. („Factory” se referă la un punct comercial.)
- Swampy Cree - acest grup trăiește în nordul Manitobei de-a lungul coastei golfului Hudson și în zonele interioare adiacente la sud și vest și în Ontario de-a lungul coastei golfului Hudson și a golfului James. Unii locuiesc și în estul Saskatchewanului, în jurul Cumberland House. Dialectul lor are 4.500 de vorbitori.
- Woods Cree - un grup din nordul Albertei și Saskatchewanului.
- Plains Cree - un total de 34.000 de persoane în Manitoba, Saskatchewan, Alberta și Montana.